# Vorst (Kaarst)
Vorst ist ein westlicher Stadtteil von Kaarst im nordrhein-westfälischen Rhein-Kreis Neuss mit 5832 Einwohnern (Stand: 31. Mai 2022). Bis zur Gemeindereform 1975 war Vorst ein Teil der Gemeinde Büttgen, die heute ebenfalls zur Stadt Kaarst gehört.

## Geschichte

### 1324–1400
Um 1322 tauchen die ersten Belege für die Anfänge der Ortschaft Vorst auf. Das zu dieser Zeit gebaute Rittergut Holzbüttger Haus befand sich ganz in der Nähe zu den späteren Gebäuden der Einsiedler. Um 1400 wurden die ersten Hütten und Häuser im heutigen Vorster Wald (an der Stelle des ehemaligen Sportplatzes), in der Nähe zum damaligen Karlsforst, errichtet. Sie waren noch kein eigenes Dorf, sondern eher eine Einsiedlergemeinschaft.
Wie zu dieser Zeit üblich, wurden die Kinder (nur Jungen) zu Hause oder in Kleingruppen unterrichtet. Sie lernten anhand der Bibel lesen und schreiben.

### 1741–1923
1741 brannte die Klause ab, in der der Unterricht und die religiösen Aktivitäten stattfanden. Als Ersatz wurde eine Klause mit Kapelle und Schulraum erbaut. Sie entstand an dem Platz, an dem auch die heutige Antoniuskapelle steht.
In dieser Zeit haben sich auch die Siedlungsflächen Driesch, Rottes, Heide, Wattmannstraße, Alt-Vorst und Linning zu der Ahner Honschaft zusammengeschlossen. Von 1770 bis 1777 war der damalige Besitzer des Tuppenhofes Honschaftsvorsteher.
Um 1780 wanderten die letzten Einsiedler weg, was dazu führte, dass die Kapelle mit der Schule an die Zuständigkeit Büttgens fiel. Die Büttger Pastoren hielten nun Gottesdienste ab und unterhielten die Schule. 1798 fiel das Rheinland unter Napoléon an Frankreich. Es wurde dem neuen Regierungsbezirk Neuss zugeordnet. Ferner ließ Napoléon den Nordkanal, als wirtschaftlich wichtige Handelsroute, erbauen. Ab dem Jahre 1823 fuhren auch Schiffe über den Nordkanal durch Vorst. Die ersten Schiffe transportierten Kohle von Neuss nach Neersen.
1870 wurde die Kapelle, die religiöser Mittelpunkt von Vorst war, noch einige Male umgebaut und erweitert.
1880 wurde der St. Eustachius Schützenverein zu Büttgen-Wattmannstraße – heute St. Eustachius Schützenbruderschaft 1880 Büttgen-Vorst e. V. – gegründet.
1923 wurde Vorst eine selbstständige Pfarrei.

### 1936–1945
1936 wurde Vorst, das bis dahin zu Büttgen zählte, das erste Mal Kaarst zugeordnet. Dies geschah nach dem damaligen preußischen Recht, die Zusammenlegung von Büttgen und Kaarst zu einem Amt wurde aber später wieder aufgehoben. Während des Zweiten Weltkriegs wurde der Ort im Gegensatz zu den anderen Orten stark zerstört.

### 1958–1977
Im Jahre 1958 wurde die neue katholische Kirche eingeweiht. Dadurch wurde die Kapelle nicht mehr genutzt und begann zu verfallen. Erst im Jahre 1966 wurde diese renoviert und wieder instand gesetzt.
1971 wurde in Vorst der erste Kindergarten der katholischen Kirche eröffnet.
Seit dem 1. Januar 1975 wird Vorst aufgrund des Düsseldorf-Gesetzes zum Stadtgebiet Kaarst gezählt. Im Zuge dieser Gemeindereform bekam die Ortschaft Vorst den Ortsteil Rottes zugesprochen, der bis dahin zu Korschenbroich gehörte.
Im Jahre 1977 bekam Vorst das erste Pfarrzentrum.

### 1995
Im Zuge eines Neubaues in der Vorster Ortsmitte erwarb die ev. Kirchengemeinde Holzbüttgen (zu der Vorst gehört) Räumlichkeiten in Vorst. Von diesem Zeitpunkt an hatte Vorst seine eigene ev. kirchliche Einrichtung.

### 2009
Nach jahrelanger Arbeit konnten die Grünflächen und ein Spielplatz in der neuen Vorster Ortsmitte fertiggestellt werden.

### Einwohner
- 31. Dezember 2014: 5.513

## Verkehr
Vorst ist über die Anschlussstelle Holzbüttgen auf der A 57 oder über die Anschlussstelle Schiefbahn auf der A 52 erreichbar.
Die nächste Bahnstation ist Kaarster See an der Regiobahn S 28 (Kaarster See – Mettmann). Außerdem fahren durch Vorst die Buslinien 860, 8601 und 866. Diese Linien verbinden alle Kaarster Ortsteile miteinander.
Der Radweg Niederrheinroute verläuft durch den Ort; die Fietsallee am Nordkanal am nördlichen Ortsrand.

## Bildung
In Vorst gibt es zwei Kindertageseinrichtungen, die Katholische Kindertageseinrichtung Sankt Antonius und die Städtische Kindertageseinrichtung Thüringenstraße (Ortsteil Heide), sowie die GGS (Gemeinschafts-Grundschule Vorst) und das Georg-Büchner-Gymnasium (Ortsteil Linning). Eine Musikschule und eine Zweigstelle der Gemeinschafts-Volkshochschule der Städte Kaarst und Korschenbroich sind in der Grundschule untergebracht.

## Jugend
- Vorst verfügt über kein selbstständiges Jugendzentrum. Jedoch betreibt der kath. Kirchengemeindeverband gemeinsam mit der kath. Jugendagentur Düsseldorf ein Offenes Jugendfreizeittreff in Vorst.
- Die Jungschützen Vorst haben in Vorst ihren Sitz.

## Kirchen

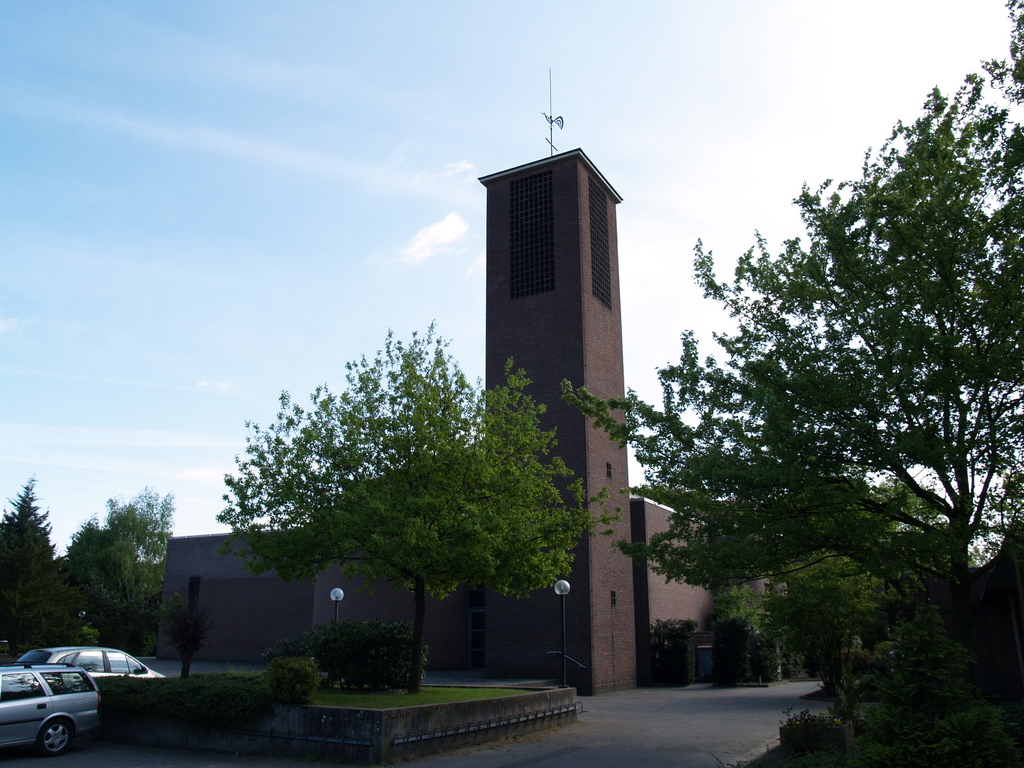
St. Antonius in Vorst

### Römisch-katholische Kirche
In Vorst unterhält die römisch-katholische Kirche zwei Gotteshäuser:
- Die Antoniuskapelle (erster Kirche in Vorst und frühere Schule)
- Die St.-Antonius-Kirche in der Vorster Ortsmitte

Bis zum Jahre 2009 gehörten diese Einrichtungen zur Pfarrgemeinde St. Antonius, doch seit dem 1. Januar 2010 gehören diese nun zum örtlichen Pfarrgemeindeverbund, der insgesamt etwa 20.000 Mitglieder hat (Stand 2010).

### Evangelische Kirche
Da der Ortsteil Vorst keine eigene Kirchengemeinde hat, gehört er zur ev. Kirchengemeinde in Kaarst. Diese verfügt seit dem Jahre 1997 über eine eigene kirchliche Einrichtung vor Ort, dem Katharina von Bora Haus (KvB). Im Katharina-von-Bora Haus finden regelmäßige Gottesdienste, wie auch Taufe, Hochzeiten oder auch Veranstaltungen von verschiedenen Gemeindegruppen statt.
Bis zum Jahre 1997 mussten die kirchlich-theologischen Veranstaltungen wie Taufen, Hochzeiten usw. in der St.-Antonius-Kirche der katholischen Nachbargemeinde stattfinden.

## Hilfsorganisationen

### DLRG Kaarst
Im Ortsteil Alt-Vorst hat das Einsatzwesen der DLRG Kaarst seine Unterkunft. Von dort aus werden alle DLRG-Einsätze bearbeitet. Die DLRG Kaarst ist Teil der BOS und als Katastrophenschutz-Einheit organisiert. Die DLRG Kaarst unterhält außerdem einen Tauchtrupp des DLRG-Bezirks Neuss; dieser ist für den gesamten Rhein-Kreis Neuss zuständig.

### Wasserwacht Kaarst
Die Wasserwacht hat in der Vorster Ortsmitte ihre Fahrzeuge untergebracht und stellt mit Hilfe ihres Motorrettungsbootes die Sicherheit bei verschiedenen Veranstaltungen auf dem Großen Kaarster See her.

### Freiwillige Feuerwehr Kaarst
Vorst hat keine eigene Feuerwehreinheit. Daher wird Vorst zusammen mit Driesch, Holzbüttgen und Büttgen vom Löschzug Büttgen aus versorgt, der seinen Sitz im Feuerwehrhaus Büttgen hat.

## Sport, Kultur und Freizeit

### Sehenswürdigkeiten
- Tuppenhof, (Museum und Begegnungsstätte für bäuerliche Geschichte und Kultur)
- Holzbüttgerhaus (Mittelalterliche Ruine)
- Antonius-Kapelle

### Veranstaltungen
- Heimat-, Volks- und Schützenfest der Bruderschaft jeweils am zweiten Septemberwochenende
- Adventsmarkt (Tuppenhof)
- Erntedankfest
- Sommerfest (Katharina-von-Bora-Haus)
- Sportwoche (Mittwoch–Sonntag) der Sportfreunde Vorst mit traditionellem Vatertagstreff. (jedes Jahr über Christi Himmelfahrt)

### Sportstätten
Sportpark Vorst
Ehemals bestand das Areal aus einem Ascheplatz mit einer Laufbahn und wurde ausschließlich von den Schülern des benachbarten Georg-Büchner-Gymnasiums und den Sportfreunden Vorst genutzt. Durch den Bau einer neuen Sportanlage wurden zwei Kunstrasenplätze und ein modernes anderthalbgeschossiges Vereinsgebäude mit Umkleidekabinen errichtet, welches von den Sportfreunden Vorst betrieben und genutzt wird. Der ehemalige Sportplatz und das angrenzende Vereinsheim im Vorster Wald wurden im Dezember 2014 abgerissen.
Der Name Sportpark Vorst soll das kollektive Miteinander der nutzenden Vereine zusammenfassen; so nutzen die HG Kaarst Büttgen die angrenzende Dreifachturnhalle als Spiel- und Trainingsort. Der  angrenzenden Tennisclub Vorster Wald bietet, neben Tennis auch Beachvolleyball und Boule als Sportarten an. Mit der zeitgleichen Eröffnung der Sportanlage im Dezember 2014, wurde der Name Sportpark Vorst, vom Rat der Stadt Kaarst offiziell benannt.
Der Sportpark beinhaltet:
- Ein Fußball-Großfeld-Kunstrasenplatz
- Ein Fußball-Kleinfeld-Kunstrasenplatz
- Ein Basketball- und Volleyballfeld
- Weit-, Hoch- und Kugelstoßanlage
- 400-m-Tartan-Laufbahn
- Dreifachturnhalle für den Schul- und Handballsport
- Tennisplätze, ein Beachvolleyballfeld und Boule

Vereine im Sportpark:
- Sportfreunde Vorst e. V.
- Tennisclub Vorster Wald e. V.
- Handballgemeinschaft Kaarst-Büttgen e. V.

Weitere Sportstätten in Vorst
- Schießsportanlage des SSV Büttgen-Vorst e. V. im Keller der Grundschule Vorst
- Turnierhundesport des CfH Büttgen-Vorst e. V. im Vorster Wald

## Natur- & Grünflächen

### Vorster Mitte
Ein Großteil der Vorster Ortsmitte besteht aus Spiel- und Grünflächen. Außerdem befindet sich in der Ortsmitte der Festplatz, auf dem jedes Jahr das Schützenfest der örtlichen Bruderschaft stattfindet.

### Vorster Wald
Mit einer Gesamtfläche von ca. 75 Hektar ist der Vorster Wald das größte zusammenhängende Waldgebiet in der Stadt Kaarst. Über eine Strecke von ca. 2,5 km verläuft am nördlichen Ende des Waldes der Nordkanal.

### Der Nordkanal
Der Nordkanal oder „Grand Canal du Nord“ wurde von Napoléon I. 1809 in Auftrag gegeben. Dieser wollte einen wirtschaftlich wichtigen Wasserweg schaffen, der Maas und Rhein miteinander verbindet. Doch 1811 wurde der Bau eingestellt, so dass der Kanal nie ganz fertiggestellt wurde. Ab dem Jahre 1823 wurde auf ihm Kohle und ab dem Jahr 1840 auch Personen transportiert. Als 1846 der Pachtvertrag von Georg Stinnes auslief, schlief der Schiffsverkehr ein und der Personen- und Gütertransport verlagerte sich auf den Eisenbahnverkehr.
Heute verläuft ein 2,5 km großes Teilstück des Nordkanals durch die Ortschaft Vorst.

## Nachweise
1. ↑  Kaarst Stadtüberblick. In: Kaarst. Stadt Kaarst, abgerufen am 15. Oktober 2022.
2. ↑  Rudolf Barnholt: Kaarst: Sportplatz Linning wird der Natur überlassen. In: RP ONLINE. Abgerufen am 24. August 2016.
3. ↑  Statistisches Bundesamt (Hrsg.): Historisches Gemeindeverzeichnis für die Bundesrepublik Deutschland. Namens-, Grenz- und Schlüsselnummernänderungen bei Gemeinden, Kreisen und Regierungsbezirken vom 27.5.1970 bis 31.12.1982. W. Kohlhammer, Stuttgart / Mainz 1983, ISBN 3-17-003263-1, S. 295 (Statistische Bibliothek des Bundes und der Länder [PDF; 41,1 MB]).
4. ↑  http://www.evkirche-kaarst.de/brief/brief201011.pdf@1@2Vorlage:Toter+Link/www.evkirche-kaarst.de+(Seite+nicht+mehr+abrufbar,+festgestellt+im+Mai+2019.+Suche+in+Webarchiven) Datei:Pictogram+voting+info.svg Info:+Der+Link+wurde+automatisch+als+defekt+markiert.+Bitte+prüfe+den+Link+gemäß+Anleitung+und+entferne+dann+diesen+Hinweis.
5. ↑  SF Vorst: Waldstadion 1945-2014. In: www.sfvorst.de. Archiviert vom Original (nicht mehr online verfügbar) am 7. September 2016; abgerufen am 4. September 2016.  Info: Der Archivlink wurde automatisch eingesetzt und noch nicht geprüft. Bitte prüfe Original- und Archivlink gemäß Anleitung und entferne dann diesen Hinweis.

Koordinaten: 51° 13′ N, 6° 35′ O